# Leo Fischer
Hans-Leo (Leo) Fischer (Szamocin, 11 februari 1897 – 's-Gravenhage, Waalsdorpervlakte, 29 februari 1944) was een Duits-Joodse theateracteur en verzetsstrijder tijdens de Tweede Wereldoorlog.

## Biografie
Fischer werd geboren in het huidige Polen. Hij begon zijn toneelcarrière in 1923 in het Oost-Pruisische Staatstheater in Koningsbergen. In 1928 kreeg hij een contract bij de stadsschouwburg van Kiel. Na de machtsovername in 1933 werd hij ontslagen. Hij werkte daarna nog in het Lessingtheater in Berlijn, maar was vanaf 1936 werkloos.
In 1937 vluchtte hij vanuit Berlijn naar Amsterdam, waar hij ging wonen in de Kromme Mijdrechtstraat. Fischer was eigenaar van een fotopersbureau, HAFIS Foto genaamd. Hij had een relatie met Ilse Loewenstein. Zij was, net als Fischer, fotograaf.

### Tweede Wereldoorlog
Tijdens de Tweede Wereldoorlog werkte Fischer als fotograaf en als nachtwaker voor de Joodse Raad. Hij werd lid van de verzetsgroep Oranje Vrijbuiters, die onder leiding stond van Klaas Postma. Ook Heinz Loewenstein, de broer van Ilse, was lid van deze verzetsgroep. Op 24 augustus 1943 vond een inval plaats op het hoofdkwartier van de verzetsgroep aan de Nieuwegracht, waarbij Leo Fischer, Heinz Loewenstein, Bertus Meulenkamp en Joop de Heus werden gevangengenomen. Klaas Postma en Jacques Martens werden een dag later gearresteerd. Andere leden werden in de weken erna opgepakt. 
Op 28 februari 1944 volgde een proces voor het Polizeistandgericht, waarbij twintig Oranje Vrijbuiters, onder wie Fischer, ter dood werden veroordeeld. Hij werd op 29 februari 1944 op de Waalsdorpervlakte gefusilleerd. Twee leden kregen gratie. De lichamen van de achttien gefusilleerde verzetsstrijders werden in een kuil gegooid.

### Na de oorlog
Na de oorlog werden de lichamen van de gefusilleerde verzetsstrijders op de Waalsdorpervlakte teruggevonden. De lichamen werden na identificatie tijdelijk begraven in een massagraf op de Algemene Begraafplaats in Den Haag. De identificatie van Fischer vond in november 1945 plaats door Ilse Loewenstein. In 1946 vond een herbegrafenis plaats op Begraafplaats Tolsteeg in Utrecht. De achttien verzetsstrijders werden begraven in negen graven. Op 10 mei 1947 werd het grafmonument onthuld. Leo Fischer deelt een graf met Karel Keizer.
Ilse Loewenstein emigreerde in 1948 naar de Verenigde Staten.

## Eerbetoon
- Zijn naam staat vermeld op de digitale Erelijst van Gevallenen 1940-1945.[10]
- Zijn naam staat vermeld op het digitaal Monument Oranjehotel.[11]

- Gemeinsame Normdatei: 120938339X
- Virtual International Authority File: 80916140